# Primitivstreifen
Als Primitivstreifen wird in der Entwicklungsbiologie ein besonderer Wulst aus Zellen bezeichnet, der sich in der frühen Embryogenese auf dem Keim beziehungsweise der Keimscheibe von Reptilien, Vögeln und Säugetieren vorübergehend bildet.

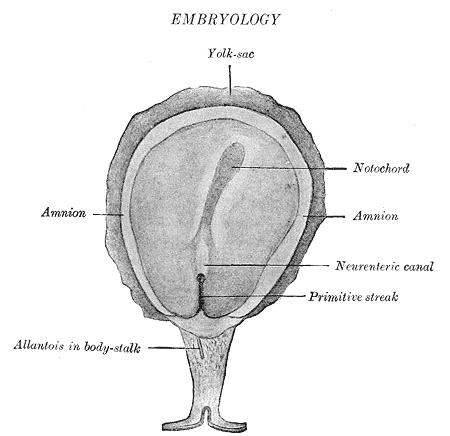
Zeichnung einer Keimscheibe.
Zu sehen ist ein
– oberhalb der Allantois im Haftstiel, am kaudalen Ende des Embryos in Richtung des Canalis neurentericus verlaufender –
Primitivstreifen „Primitive streak“ mit Primitivrinne und Primitivgrube (die den Primitivknoten enthält).

Die zweischichtige Embryonalscheibe zeigt auf der dorsalen, an die Amnionhöhle grenzenden Keimschicht (Epiblast) zunächst infolge Vermehrung (Proliferation) eine Verschiebung von Zellen, die sich von zwei Seiten her in der Mittellinie des kaudalen Bereichs anhäufen und so den Primitivstreifen darstellen, beim Menschen etwa am 17. Tag seiner Entwicklung. Der Embryo gewinnt in diesem Stadium sichtbar eine Orientierung an einer rostro-kaudalen Längsachse, die ihn von kaudal (posterior, hinten) nach rostral (anterior, vorne) zu zwei Seiten in Hälften zu unterscheiden erlaubt. Der Primitivstreifen wird dann durch einwandernde Zellen (Migration) stärker und nach kaudal länger. Dabei senkt er sich zur Primitivrinne ein, deren rostrale Region durch Zelleinwanderung verstärkt und zur Primitivgrube wird.
Der Primitivstreifen und der im Randwall der Primitivgrube gelegene Primitivknoten sind bei der Organisation räumlicher Muster in der Entwicklungssteuerung eines Embryos von entscheidender Bedeutung (morphogenetische Organisation). Die Einsenkung des Primitivstreifens zur Primitivrinne stellt bei amnioten Wirbeltieren die beginnende Gastrulation dar. Der Primitivknoten, auch Hensen- oder Hensenscher Knoten genannt (nach Victor Hensen), ist eine knotenartige Anschwellung im Wall des Randbereichs der Primitivgrube im Sauropsiden- und Säugerkeim. Funktionell entspricht der Knoten dem Spemann-Organisator an der dorsalen Lippe des Urmundes von Amphibien.
Im Bereich des Primitivknotens gelegene (nodale) Zellen erzeugen mit der nach posterior geneigten und rotierenden – aus Mikrotubuli und spezifischem Dynein chiral aufgebauten – primären Monocilie in der aufliegenden extraembryonalen Flüssigkeit eine Strömung (von ventral gesehen im Uhrzeigersinn). Einem Modell zufolge werden über diese Strömung Signalstoffe verteilt. Diese Morphogene werden durch die linksgerichtete Strömung ungleichmäßig distribuiert und die für diese Signale empfindlichen Zellen infolge des Gradienten unterschiedlich stark angesprochen. Es kommt daher zu einem asymmetrischen Zellmuster, beispielsweise in der Expression von Nodal. Dies wird zum Grund für die Lateralisierung prospektiver innerer Organe, die aus dieser Zelllage später hervorgehenden, so des Herzens, das links liegt. Einem anderen Modell zufolge wird die Ausbildung der Links-Rechts-Asymmetrie nicht (nur) durch einen chemischen Gradienten der Morphogene, sondern (auch) durch einen zweiten Zilientyp im Bereich des Primitivknotens vermittelt, der den generierten Flüssigkeitsstrom mechanisch wahrnimmt. Der exakte Mechanismus der Determination der Links-Rechts-Achse ist noch nicht vollständig geklärt. Beim Menschen kann bei Fehlen des nodalen Flüssigkeitsstroms durch zufällige Determination der Links-Rechts-Achse ein Situs inversus entstehen, z. B. im Rahmen eines Kartagener-Syndroms, verursacht durch eine gestörte Motilität von (nodalen) Zilien des Primitivknotens.